# Dia Saba
Dia Saba (Familienname in mehreren Quellen auch Sabia oder Seba geschrieben; hebräisch דיא סבע, arabisch ضياء سبع, DMG Ḍiyāʾ Sabʿ; * 18. November 1992 in Majd al-Krum, Galiläa) ist ein israelischer Fußballspieler, der seit Januar 2023 bei Maccabi Haifa in der israelischen ersten Liga Ligat ha’Al unter Vertrag steht. Der Mittelfeldspieler ist zudem seit September 2020 israelischer Nationalspieler.
Der aus einer muslimischen Familie stammende Saba ist der erste Israeli, der in einer arabischen Profiliga zum Einsatz kam.

## Karriere

### Verein

#### Anfänge in Israel
Dia Saba wurde als Sohn einer muslimisch-arabischen Familie in Majd al-Krum, Galiläa geboren. Er begann seine fußballerische Ausbildung bei Hapoel Haifa, schloss sich aber später Beitar Nes Tubruk Netanja an. Dort spielte er in der Saison 2009/10 zwei Mal für die erste Mannschaft in der fünften Spielklasse. Im Sommer 2011 schloss er sich dem Erstligisten Maccabi Tel Aviv an. Sein Debüt in der höchsten israelischen Spielklasse gab er am 21. September 2011 (5. Spieltag) bei der 1:3-Auswärtsniederlage gegen Hapoel Ironi HaScharon, als er in der 61. Spielminute für Rahamim Checkol eingewechselt wurde. Bis zum Jahreswechsel kam er bei seinem neuen Verein nur in zwei Ligaspielen zum Einsatz.

#### Durchwachsene Jahre bei diversen Vereinen
Um Spielpraxis zu sammeln, wechselte Saba am 19. Januar 2012 auf Leihbasis bis zum Ende der Saison 2011/12 zu Hapoel Be’er Scheva. Bereits in seinem ersten Ligaspiel zwei Tage später (22. Spieltag) beim 2:0-Heimsieg gegen Hapoel Haifa erzielte er einen Doppelpack. Bei seinem Leihverein etablierte er sich rasch als Stammspieler und er beendete die Spielzeit mit drei Toren in 17 Ligaeinsätzen. Zur nächsten Saison 2012/13 kehrte er erneut in einem einjährigen Leihgeschäft zu Hapoel Be’er Scheva zurück. In seiner zweiten Periode war er jedoch nur als Rotationsspieler tätig, weshalb daie Leihe bereits Anfang Februar 2013 aufgelöst wurde. Wenig später kam er auf Leihbasis zum FC Bnei Sachnin, wo er die für ihn erfolglose Spielzeit beendete, in der dem Offensivspieler 25 Ligaeinsätzen keine einzige Torbeteiligung gelang.
Zur folgenden Saison 2013/14 wurde Saba an Maccabi Petach Tikwa verliehen. Sein Debüt gab er am 24. August 2013 (1. Spieltag) bei der 0:1-Auswärtsniederlage gegen Hapoel Ra’anana. Erstmals treffen konnte er am 5. Oktober 2013 (5. Spieltag) beim 4:2-Heimsieg gegen Bne Jehuda Tel Aviv. Bei HaLuzonim galt er als Stammkraft und absolvierte 29 Ligaspiele, in denen er drei Treffer erzielte.
Am 7. August 2014 wechselte er auf permanenter Basis zum Ligakonkurrenten Maccabi Netanja, wo er einen Zweijahresvertrag unterzeichnete. Sein Debüt bestritt er am 13. September 2014 (1. Spieltag) bei der 0:1-Auswärtsniederlage gegen Hapoel Tel Aviv, als er in der 68. Spielminute für Ran Roll in die Partie kam. Nach kleinen Anlaufschwierigkeiten, drang Saba im November 2014 endgültig in die Startformation vor. Sein erstes Saisontor markierte er am 27. Dezember 2014 (15. Spieltag) beim 1:0-Auswärtssieg gegen seinen ehemaligen Verein Maccabi Petach Tikwa. In seiner ersten Saison 2014/15 bei Maccabi Netanja gelangen ihm in 29 Ligaeinsätzen vier Tore.
In der Vorbereitung zur darauffolgenden Spielzeit 2015/16 zog er sich in einem Testspiel gegen Inter Leipzig einen Kreuzbandriss zu  und war somit nahezu die gesamte Saison zum Zusehen verdammt. Im Mai 2016 konnte er schließlich sein Comeback geben und in den verbleibenden drei Ligaspielen stand er jeweils für mindestens eine halbe Stunde auf dem Platz. Maccabi Netanjas Abstieg war zu diesem Zeitpunkt jedoch bereits seit Anfang April besiegelt und der Verein musste mit nur 12 Punkten aus 33 Spieltagen den Gang in die zweitklassige Liga Leumit antreten.

#### Durchbruch bei Maccabi Netanja
Mit einer starken nächsten Spielzeit 2016/17 konnte Maccabi Netanja die erfolgreiche Rückkehr in die Ligat ha’Al bejubeln. Dia Saba trug dazu mit 17 Toren in 32 Ligaeinsätzen wesentlich dazu bei, denn er war der erfolgreichste Schütze seiner Mannschaft.
Saba schaffte es seine starke Form auf in die Erstklassigkeit mitzunehmen und er errang mit 24 Toren die Torjägerkrone als erfolgreichster Torschütze der Spielzeit 2017/18. Jeweils ein Hattrick gelang ihm dabei Punktspielen gegen seine ehemaligen Arbeitgeber Maccabi Petach Tikwa und Maccabi Tel Aviv. Seine hervorragenden Leistungen in dieser Saison brachten ihm auch den Sieg in der ligainternen Wahl der Vereinsspieler zum besten Spieler der Saison ein.
Nach der bisher besten Spielzeit seiner Laufbahn, kehrte er am 17. September 2018 zu Hapoel Be’er Scheva zurück, wo er einen Vierjahresvertrag unterschrieb. Sein erstes Spiel bestritt er eine Woche später (4. Spieltag) beim torlosen Unentschieden gegen Bne Jehuda Tel Aviv. Sein erster Treffer gelang ihm am 6. Oktober (6. Spieltag) beim 4:1-Heimsieg gegen Maccabi Petach Tikwa. Bis zu seinem Wechsel im Januar 2019 konnte er in 18 Ligaeinsätzen vier Tore und genauso viele Vorlagen verbuchen.

#### Wechsel nach China
Am 1. Februar 2019 wechselte er zum chinesischen Erstligisten Guangzhou R&F, wo er auf seinen Landsmann Eran Zahavi traf. Bereits in seinem ersten Ligaspiel außerhalb seiner israelischen Heimat am 2. März (1. Spieltag) konnte er zum 2:2-Unentschieden gegen Chongqing Lifan eine Torvorlage beisteuern. Eine Woche später (2. Spieltag) erzielte er beim 3:3 gegen Dalian Professional seinen ersten Treffer in der Chinese Super League. Im Team von Cheftrainer Dragan Stojković akklimatisierte er sich rasch und er sammelte im Spieljahr 2019 in 26 Ligaeinsätzen 22 Torbeteiligungen bestehend aus 13 Toren und neun Assists. Bis zu seinem Wechsel Ende September 2020 stand er in der Saison 2020 in 10 Ligaspielen auf dem Platz, in denen ihm vier Tore und drei Vorlagen gelangen.

#### Erster Israeli in den VAE
Nach eineinhalb Jahren in China, vollzog Saba am 27. September 2020 seinen Wechsel zu al-Nasr SC in die UAE Arabian Gulf League. Dieser Transfer wurde erst in Folge des Friedensvertrags zwischen Israel und den Vereinigten Arabischen Emiraten möglich und er schrieb damit als erster israelischer Spieler in einer arabischen Profiliga Geschichte. Am 17. Oktober 2020 (1. Spieltag) debütierte er beim 1:1-Unentschieden gegen den al-Jazira Club für seinen neuen Verein, als er in der 75. Spielminute für Habib Al Fardan eingewechselt wurde. Zwei Wochen später (3. Spieltag) traf er beim 3:0-Auswärtssieg gegen den al-Wasl Club erstmals für al-Nasr.

#### Wechsel in die Türkei
Im August 2022 wechselte Saba zum türkischen Erstligisten Sivasspor.

#### Zurück in die Heimat
Zu Beginn des Jahres 2023 wechselte Saba ablösefrei zurück in seine Heimat, wo er einen dreieinhalbjährigen Vertrag bei Maccabi Haifa unterschrieb.

### Nationalmannschaft
Am 24. März 2018 debütierte Dia Saba bei der 1:2-Testspielniederlage gegen Rumänien in der israelischer Nationalmannschaft. Sein erstes Tor gelang ihm am 14. Oktober 2018 beim 2:0-Nations-League-Sieg gegen Albanien.

## Erfolge

### Verein
Maccabi Netanja
- Liga Leumit: 2016/17

#### Maccabi Haifa
- Meister 2023

### Individuelle Auszeichnungen
- Spieler der Saison der Spieler: 2017/18
- Torschützenkönig der Ligat ha’Al: 2017/18